# Demet Parlak
Demet Parlak (* 26. Juli 1996 in Adana) ist eine türkische Leichtathletin, die sich auf den Stabhochsprung spezialisiert hat.

## Sportliche Laufbahn
Erste internationale Erfahrungen sammelte Demet Parlak im Jahr 2013, als sie bei den Jugendweltmeisterschaften in Donezk mit übersprungenen 3,75 m in der Qualifikation ausschied. Im Jahr darauf belegte sie bei den U23-Mittelmeermeisterschaften in Aubagne mit 3,86 m den vierten Platz, ehe sie bei den Juniorenweltmeisterschaften in Eugene mit 3,90 m in der Vorrunde ausschied. 2015 gelangte sie bei den Balkan-Hallenmeisterschaften in Istanbul mit 4,00 m auf Rang vier und Mitte Juli wurde sie bei den Junioreneuropameisterschaften in Eskilstuna mit 4,00 m Neunte. 2016 siegte sie mit 4,20 m bei den Balkan-Hallenmeisterschaften in Istanbul und bei den Freiluftmeisterschaften in Pitești gewann sie mit einer Höhe von 3,80 m die Silbermedaille, wie auch bei den U23-Mittelmeermeisterschaften in Tunis mit 4,16 m. Im Jahr darauf siegte sie mit 4,15 m bei den Islamic Solidarity Games in Baku und anschließend erreichte sie bei den U23-Europameisterschaften in Bydgoszcz mit 4,00 m Rang zwölf. 2018 belegte sie bei den Balkan-Hallenmeisterschaften in Istanbul mit übersprungenen 4,10 m den vierten Platz und Ende Juni klassierte sie sich bei den Mittelmeerspielen in Tarragona mit 4,01 m auf dem neunten Platz.
2020 gewann sie bei den Balkan-Meisterschaften in Cluj-Napoca mit 4,10 m die Bronzemedaille und im Jahr darauf wurde sie bei den Balkan-Meisterschaften in Smederevo mit einer Höhe von 4,20 m Vierte. 2022 gewann sie dan bei den Balkan-Hallenmeisterschaften in Istanbul mit 4,20 m die Bronzemedaille hinter der Griechin Eleni-Klaoudia Polak und ihrer Landsfrau Buse Arıkazan und im August siegte sie mit 4,00 m bei den Islamic Solidarity Games in Konya. Im Jahr darauf belegte sie bei den Balkan-Meisterschaften in Kraljevo mit 4,15 m den vierten Platz und 2024 gelangte sie bei den Balkan-Hallenmeisterschaften in Istanbul mit 4,20 m auf den fünften Platz. Ende Mai gewann sie bei den Freiluft-Balkan-Meisterschaften in Izmir mit 4,00 m die Bronzemedaille hinter den Griechinnen Eleni-Klaoudia Polak und Ariadni Adamopoulou.
In den Jahren 2015, 2020 und 2023 wurde Parlak türkische Meisterin im Stabhochsprung im Freien sowie 2016, 2018 und 2022 in der Halle.